# 189310 Polydamas
189310 Polydamas è un asteroide troiano di Giove del campo troiano. Scoperto nel 2006, presenta un'orbita caratterizzata da un semiasse maggiore pari a 5,275617 UA e da un'eccentricità di 0,074279, inclinata di 10,517048° rispetto all'eclittica.
L'asteroide è dedicato a Polidamante, luogotenente di Ettore nella guerra di Troia.